# WNBA 2001
Die Saison 2001 der Women’s National Basketball Association war die fünfte ausgespielte Saison der nordamerikanischen Damen-Basketball-Profiliga. Die reguläre Saison begann am 28. Mai 2001 mit der Auftaktpartie zwischen den Los Angeles Sparks und den Houston Comets. Nach Abschluss der regulären Saison, die bis zum 14. August 2001 ausgetragen wurde, begannen die Playoffs um die WNBA-Meisterschaft, die die Los Angeles Sparks am 1. September im zweiten Finalspiel gegen die Charlotte Sting für sich entschieden. Zudem fand am 16. Juli 2001 im TD Waterhouse Centre, der Heimspielstätte der Orlando Miracle, in Orlando das dritte WNBA All-Star Game statt.

## Draft
Der fünfte WNBA Draft fand am 20. April 2001 in den NBA Entertainment Studios in Secaucus, New Jersey statt. Die Auswahlreihenfolge beim WNBA Draft wurde bei einer Lotterie festgelegt. Diese gewannen die Seattle Storm vor den Charlotte Sting.
An erster Position wählte Seattle die Australierin Lauren Jackson von den Canberra Capitals aus. Zudem entschieden sich die Utah Starzz in der zweiten Runde (24. Stellte) für die Tschechin Michaela Pavlickova von der University of Denver und die New York Liberty in der vierten Runde (57. Stelle) für die Finnin Taru Tuukkanen von der Xavier University. Insgesamt sicherten sich die sechzehn Franchises die Rechte an 64 Spielerinnen. Den Hauptanteil mit 53 Spielerinnen stellten die Vereinigten Staaten.

### Top-5-Picks
Abkürzungen: Pos = Position, G = Guard, F = Forward, C = Center, WNBL = Women’s National Basketball League

| #  | Spielerin        | Nationalität       | Pos | WNBA-Mannschaft | College/Profi-Team        |
| -- | ---------------- | ------------------ | --- | --------------- | ------------------------- |
| 1. | Lauren Jackson   | Australien         | C/F | Seattle Storm   | Canberra Capitals (WNBL)  |
| 2. | Kelly Miller     | Vereinigte Staaten | G   | Charlotte Sting | University of Georgia     |
| 3. | Tamika Catchings | Vereinigte Staaten | F   | Indiana Fever   | University of Tennessee   |
| 4. | Jackie Stiles    | Vereinigte Staaten | G   | Portland Fire   | Missouri State University |
| 5. | Ruth Riley       | Vereinigte Staaten | C   | Miami Sol       | University of Notre Dame  |

## Reguläre Saison

### Abschlusstabellen
Abkürzungen: Pl.=Platz, Sp. = Spiele, S = Siege, N = Niederlagen, GB = Spiele hinter dem Führenden der Conference
Erläuterungen: _ = Playoff-Qualifikation, _ = Conference-Sieger
| Pl. | Eastern Conference | Sp. | S  | N  | Siege in % | GB | Heim | Auswärts |
| --- | ------------------ | --- | -- | -- | ---------- | -- | ---- | -------- |
| 1.  | Cleveland Rockers  | 32  | 22 | 10 | 68,8       | –  | 14:2 | 8:8      |
| 2.  | New York Liberty   | 32  | 21 | 11 | 65,6       | 1  | 13:3 | 8:8      |
| 3.  | Miami Sol          | 32  | 20 | 12 | 62,5       | 2  | 10:6 | 10:6     |
| 4.  | Charlotte Sting    | 32  | 18 | 14 | 56,3       | 4  | 11:5 | 7:9      |
| 5.  | Orlando Miracle    | 32  | 13 | 19 | 40,6       | 9  | 10:6 | 3:13     |
| 6.  | Indiana Fever      | 32  | 10 | 22 | 31,3       | 12 | 7:9  | 3:13     |
| 7.  | Detroit Shock      | 32  | 10 | 22 | 31,3       | 12 | 6:10 | 4:12     |
| 8.  | Washington Mystics | 32  | 10 | 22 | 31,3       | 12 | 8:8  | 2:14     |

| Pl. | Western Conference  | Sp. | S  | N  | Siege in % | GB | Heim | Auswärts |
| --- | ------------------- | --- | -- | -- | ---------- | -- | ---- | -------- |
| 1.  | Los Angeles Sparks  | 32  | 28 | 4  | 87,5       | –  | 16:0 | 12:4     |
| 2.  | Sacramento Monarchs | 32  | 20 | 12 | 62,5       | 8  | 12:4 | 8:8      |
| 3.  | Utah Starzz         | 32  | 19 | 13 | 59,4       | 9  | 9:7  | 10:6     |
| 4.  | Houston Comets      | 32  | 19 | 13 | 59,4       | 9  | 11:5 | 8:8      |
| 5.  | Phoenix Mercury     | 32  | 13 | 19 | 40,6       | 15 | 10:6 | 3:13     |
| 6.  | Minnesota Lynx      | 32  | 12 | 20 | 37,5       | 16 | 6:10 | 6:10     |
| 7.  | Portland Fire       | 32  | 11 | 21 | 34,4       | 17 | 6:10 | 5:11     |
| 8.  | Seattle Storm       | 32  | 10 | 22 | 31,3       | 18 | 5:11 | 5:11     |

## Playoffs

### Playoff-Baum
| Conference Semifinals | Conference Semifinals | Conference Semifinals |    |                     | Conference Finals | Conference Finals | Conference Finals |  |  | WNBA Finals | WNBA Finals | WNBA Finals |
|                       |                       |                       |    |                     |                   |                   |                   |  |  |             |             |             |
| 1                     | Cleveland Rockers     | 1                     |    |                     |                   |                   |                   |  |  |             |             |             |
| 4                     | Charlotte Sting       | 2                     |    |                     |                   |                   |                   |  |  |             |             |             |
| 4                     | Charlotte Sting       | 2                     | 4  | Charlotte Sting     | 2                 |                   |                   |  |  |             |             |             |
| Eastern Conference    |                       |                       | 4  | Charlotte Sting     | 2                 |                   |                   |  |  |             |             |             |
|                       | 2                     | New York Liberty      | 1  |                     |                   |                   |                   |  |  |             |             |             |
| 2                     | 2                     | New York Liberty      | 1  | New York Liberty    | 2                 |                   |                   |  |  |             |             |             |
| 2                     |                       |                       |    | New York Liberty    | 2                 |                   |                   |  |  |             |             |             |
| 3                     | Miami Sol             | 1                     |    |                     |                   |                   |                   |  |  |             |             |             |
| 3                     | Miami Sol             | 1                     | E4 | Charlotte Sting     | 0                 |                   |                   |  |  |             |             |             |
|                       |                       |                       |    | Charlotte Sting     | 0                 |                   |                   |  |  |             |             |             |
|                       | W1                    | Los Angeles Sparks    | 2  |                     |                   |                   |                   |  |  |             |             |             |
| 1                     | W1                    | Los Angeles Sparks    | 2  | Los Angeles Sparks  | 2                 |                   |                   |  |  |             |             |             |
| 1                     |                       |                       |    | Los Angeles Sparks  | 2                 |                   |                   |  |  |             |             |             |
| 4                     | Houston Comets        | 0                     |    |                     |                   |                   |                   |  |  |             |             |             |
| 4                     | Houston Comets        | 0                     | 1  | Los Angeles Sparks  | 2                 |                   |                   |  |  |             |             |             |
| Western Conference    |                       |                       | 1  | Los Angeles Sparks  | 2                 |                   |                   |  |  |             |             |             |
|                       | 2                     | Sacramento Monarchs   | 1  |                     |                   |                   |                   |  |  |             |             |             |
| 2                     | 2                     | Sacramento Monarchs   | 1  | Sacramento Monarchs | 2                 |                   |                   |  |  |             |             |             |
| 2                     |                       |                       |    | Sacramento Monarchs | 2                 |                   |                   |  |  |             |             |             |
| 3                     | Utah Starzz           | 0                     |    |                     |                   |                   |                   |  |  |             |             |             |

### Conference Semifinals (Runde 1)

#### Eastern Conference

##### (1) Cleveland Rockers – (4) Charlotte Sting
| 16. August 2001 |            | Charlotte Sting | 53 – 46 | Cleveland Rockers | Charlotte Coliseum, Charlotte, North Carolina |
| 16. August 2001 |            |                 |         |                   | Charlotte Coliseum, Charlotte, North Carolina |
| 16. August 2001 |            |                 |         |                   | Charlotte Coliseum, Charlotte, North Carolina |
| 16. August 2001 | Stand: 1:0 |                 |         |                   | Charlotte Coliseum, Charlotte, North Carolina |

| 18. August 2001 |            | Cleveland Rockers | 69 – 51 | Charlotte Sting | Gund Arena, Cleveland, Ohio |
| 18. August 2001 |            |                   |         |                 | Gund Arena, Cleveland, Ohio |
| 18. August 2001 |            |                   |         |                 | Gund Arena, Cleveland, Ohio |
| 18. August 2001 | Stand: 1:1 |                   |         |                 | Gund Arena, Cleveland, Ohio |

| 20. August 2001 |               | Cleveland Rockers | 64 – 72 | Charlotte Sting | Gund Arena, Cleveland, Ohio |
| 20. August 2001 |               |                   |         |                 | Gund Arena, Cleveland, Ohio |
| 20. August 2001 |               |                   |         |                 | Gund Arena, Cleveland, Ohio |
| 20. August 2001 | Endstand: 1:2 |                   |         |                 | Gund Arena, Cleveland, Ohio |

##### (2) New York Liberty – (3) Miami Sol
| 17. August 2001 |            | Miami Sol | 46 – 62 | New York Liberty | American Airlines Arena, Miami, Florida |
| 17. August 2001 |            |           |         |                  | American Airlines Arena, Miami, Florida |
| 17. August 2001 |            |           |         |                  | American Airlines Arena, Miami, Florida |
| 17. August 2001 | Stand: 0:1 |           |         |                  | American Airlines Arena, Miami, Florida |

| 19. August 2001 |            | New York Liberty | 50 – 53 | Miami Sol | Madison Square Garden, New York City, New York |
| 19. August 2001 |            |                  |         |           | Madison Square Garden, New York City, New York |
| 19. August 2001 |            |                  |         |           | Madison Square Garden, New York City, New York |
| 19. August 2001 | Stand: 1:1 |                  |         |           | Madison Square Garden, New York City, New York |

| 21. August 2001 |               | New York Liberty | 72 – 61 | Miami Sol | Madison Square Garden, New York City, New York |
| 21. August 2001 |               |                  |         |           | Madison Square Garden, New York City, New York |
| 21. August 2001 |               |                  |         |           | Madison Square Garden, New York City, New York |
| 21. August 2001 | Endstand: 2:1 |                  |         |           | Madison Square Garden, New York City, New York |

#### Western Conference

##### (1) Los Angeles Sparks – (4) Houston Comets
| 18. August 2001 |            | Houston Comets | 59 – 64 | Los Angeles Sparks | Compaq Center, Houston, Texas |
| 18. August 2001 |            |                |         |                    | Compaq Center, Houston, Texas |
| 18. August 2001 |            |                |         |                    | Compaq Center, Houston, Texas |
| 18. August 2001 | Stand: 0:1 |                |         |                    | Compaq Center, Houston, Texas |

| 20. August 2001 |               | Los Angeles Sparks | 70 – 58 | Houston Comets | Staples Center, Los Angeles, Kalifornien |
| 20. August 2001 |               |                    |         |                | Staples Center, Los Angeles, Kalifornien |
| 20. August 2001 |               |                    |         |                | Staples Center, Los Angeles, Kalifornien |
| 20. August 2001 | Endstand: 2:0 |                    |         |                | Staples Center, Los Angeles, Kalifornien |

##### (2) Sacramento Monarchs – (3) Utah Starzz
| 17. August 2001 |            | Utah Starzz | 65 – 89 | Sacramento Monarchs | Delta Center, Salt Lake City, Utah |
| 17. August 2001 |            |             |         |                     | Delta Center, Salt Lake City, Utah |
| 17. August 2001 |            |             |         |                     | Delta Center, Salt Lake City, Utah |
| 17. August 2001 | Stand: 0:1 |             |         |                     | Delta Center, Salt Lake City, Utah |

| 19. August 2001 |               | Sacramento Monarchs | 71 – 66 | Utah Starzz | ARCO Arena, Sacramento, Kalifornien |
| 19. August 2001 |               |                     |         |             | ARCO Arena, Sacramento, Kalifornien |
| 19. August 2001 |               |                     |         |             | ARCO Arena, Sacramento, Kalifornien |
| 19. August 2001 | Endstand: 2:0 |                     |         |             | ARCO Arena, Sacramento, Kalifornien |

### Conference Finals (Runde 2)

#### Eastern Conference

##### (2) New York Liberty – (4) Charlotte Sting
| 24. August 2001 |            | Charlotte Sting | 57 – 61 | New York Liberty | Charlotte Coliseum, Charlotte, North Carolina |
| 24. August 2001 |            |                 |         |                  | Charlotte Coliseum, Charlotte, North Carolina |
| 24. August 2001 |            |                 |         |                  | Charlotte Coliseum, Charlotte, North Carolina |
| 24. August 2001 | Stand: 0:1 |                 |         |                  | Charlotte Coliseum, Charlotte, North Carolina |

| 26. August 2001 |            | New York Liberty | 53 – 62 | Charlotte Sting | Madison Square Garden, New York City, New York |
| 26. August 2001 |            |                  |         |                 | Madison Square Garden, New York City, New York |
| 26. August 2001 |            |                  |         |                 | Madison Square Garden, New York City, New York |
| 26. August 2001 | Stand: 1:1 |                  |         |                 | Madison Square Garden, New York City, New York |

| 27. August 2001 |               | New York Liberty | 44 – 48 | Charlotte Sting | Madison Square Garden, New York City, New York |
| 27. August 2001 |               |                  |         |                 | Madison Square Garden, New York City, New York |
| 27. August 2001 |               |                  |         |                 | Madison Square Garden, New York City, New York |
| 27. August 2001 | Endstand: 1:2 |                  |         |                 | Madison Square Garden, New York City, New York |

#### Western Conference

##### (1) Los Angeles Sparks – (2) Sacramento Monarchs
| 24. August 2001 |            | Sacramento Monarchs | 73 – 74 | Los Angeles Sparks | ARCO Arena, Sacramento, Kalifornien |
| 24. August 2001 |            |                     |         |                    | ARCO Arena, Sacramento, Kalifornien |
| 24. August 2001 |            |                     |         |                    | ARCO Arena, Sacramento, Kalifornien |
| 24. August 2001 | Stand: 0:1 |                     |         |                    | ARCO Arena, Sacramento, Kalifornien |

| 26. August 2001 |            | Los Angeles Sparks | 60 – 80 | Sacramento Monarchs | Staples Center, Los Angeles, Kalifornien |
| 26. August 2001 |            |                    |         |                     | Staples Center, Los Angeles, Kalifornien |
| 26. August 2001 |            |                    |         |                     | Staples Center, Los Angeles, Kalifornien |
| 26. August 2001 | Stand: 1:1 |                    |         |                     | Staples Center, Los Angeles, Kalifornien |

| 27. August 2001 |               | Los Angeles Sparks | 93 – 62 | Sacramento Monarchs | Staples Center, Los Angeles, Kalifornien |
| 27. August 2001 |               |                    |         |                     | Staples Center, Los Angeles, Kalifornien |
| 27. August 2001 |               |                    |         |                     | Staples Center, Los Angeles, Kalifornien |
| 27. August 2001 | Endstand: 2:1 |                    |         |                     | Staples Center, Los Angeles, Kalifornien |

### Finals (Runde 3)

#### (W1) Los Angeles Sparks – (E4) Charlotte Sting
| 30. August 2001 | Spielbericht (Memento vom 6. Oktober 2001 im Internet Archive) | Charlotte Sting                                                 | 66 – 75 | Los Angeles Sparks                                                               | Charlotte Coliseum, Charlotte, North Carolina Zuschauer: 16.132 |
| 30. August 2001 | Spielbericht (Memento vom 6. Oktober 2001 im Internet Archive) | Punkte pro Halbzeit: 39:35, 27:40.                              |         |                                                                                  | Charlotte Coliseum, Charlotte, North Carolina Zuschauer: 16.132 |
| 30. August 2001 | Spielbericht (Memento vom 6. Oktober 2001 im Internet Archive) | Punkte: Stinson (18) Rebounds: Feaster (5) Assists: Stinson (5) |         | Punkte: Leslie (24) Rebounds: Leslie, Milton-Jones (8) Assists: Milton-Jones (5) | Charlotte Coliseum, Charlotte, North Carolina Zuschauer: 16.132 |
| 30. August 2001 | Spielbericht (Memento vom 6. Oktober 2001 im Internet Archive) | Stand: 0:1                                                      |         |                                                                                  | Charlotte Coliseum, Charlotte, North Carolina Zuschauer: 16.132 |

| 1. September 2001 | Spielbericht (Memento vom 31. Oktober 2001 im Internet Archive) | Los Angeles Sparks                                           | 82 – 54 | Charlotte Sting                                                   | Staples Center, Los Angeles, Kalifornien Zuschauer: 13.141 |
| 1. September 2001 | Spielbericht (Memento vom 31. Oktober 2001 im Internet Archive) | Punkte pro Halbzeit: 38:30, 44:24.                           |         |                                                                   | Staples Center, Los Angeles, Kalifornien Zuschauer: 13.141 |
| 1. September 2001 | Spielbericht (Memento vom 31. Oktober 2001 im Internet Archive) | Punkte: Leslie (24) Rebounds: Leslie (13) Assists: Dixon (7) |         | Punkte: Sutton-Brown (12) Rebounds: Smith (8) Assists: Staley (5) | Staples Center, Los Angeles, Kalifornien Zuschauer: 13.141 |
| 1. September 2001 | Spielbericht (Memento vom 31. Oktober 2001 im Internet Archive) | Endstand: 2:0 Finals-MVP: Lisa Leslie                        |         |                                                                   | Staples Center, Los Angeles, Kalifornien Zuschauer: 13.141 |

#### WNBA-Meistermannschaft
(Teilnahme an mindestens einem Playoff-Spiel)
| WNBA Meister Los Angeles Sparks | Guards: Tamecka Dixon, Ukari Figgs, Nicole Levandusky, Nicky McCrimmon, Wendi Willits Forwards: Latasha Byears, Vedrana Grgin Fonseca, Mwadi Mabika, DeLisha Milton-Jones Center: Lisa Leslie (Finals MVP), Rhonda Mapp Cheftrainer: Michael Cooper |

## WNBA Awards und vergebene Trophäen
| Auszeichnung                            | Spielerin      | Mannschaft         |
| --------------------------------------- | -------------- | ------------------ |
| WNBA Finals MVP Award                   | Lisa Leslie    | Los Angeles Sparks |
| WNBA Most Valuable Player Award         | Lisa Leslie    | Los Angeles Sparks |
| WNBA Defensive Player of the Year Award | Debbie Black   | Miami Sol          |
| WNBA Most Improved Player Award         | Janeth Arcain  | Houston Comets     |
| WNBA Peak Performer (Wurfquote)         | Latasha Byears | Los Angeles Sparks |
| WNBA Peak Performer (Freiwurfquote)     | Elena Baranova | Miami Sol          |
| WNBA Rookie of the Year Award           | Jackie Stiles  | Portland Fire      |
| Kim Perrot Sportsmanship Award          | Sue Wicks      | New York Liberty   |
| WNBA Coach of the Year Award            | Dan Hughes     | Cleveland Rockers  |

### All-WNBA Teams
| All-WNBA First Team |                                      |
| Guards:             | Janeth Arcain – Merlakia Jones       |
| Forwards:           | Natalie Williams – (MIN) Katie Smith |
| Center:             | Lisa Leslie                          |

| All-WNBA Second Team |                                        |
| Guards:              | Tamecka Dixon – (SAC) Ticha Penicheiro |
| Forwards:            | Tina Thompson – Chamique Holdsclaw     |
| Center:              | (SAC) Yolanda Griffith                 |